# Кэрролл, Клэр
Клэр Кэрролл (англ. Clare Carroll) — американский ренессансовед. Доктор философии, профессор CUNY Graduate Center, на протяжении девяти лет заведовала кафедрой сравнительного литературоведения, а 14-ть лет — являлась директором по ирландским штудиям Куинз-колледжа. Лауреат President’s Award for Excellence in Teaching (1993).
В 2018—2020 президент Renaissance Society of America.
Занимается культурными связями между Ирландией и Италией, историей книг, ранним современным колониализмом, эпической поэзией и историографией.
Докторскую степень получила в Колумбийском университете. В должности директора по ирландским штудиям стала преемницей профессора Кэтрин Маккены, оставившей этот пост в 1997 году. Саму же ее сменит проф. Jeffrey Cassvan. Осенью 2023 года Клэр Кэрролл провела свой первый курс по запрещенным книгам.
Автор многих работ о ирландской литературе и истории.
Автор Exiles in a Global City: The Irish and Early Modern Rome, 1609—1783 (Leiden: Brill, 2017, 342 pages, ISBN 978 900433 5165); Circe’s Cup: Cultural Transformations in Early Modern Writing about Ireland (Cork UP, 2001); редактор Ireland and Post-Colonial Theory (Cork, 2003). Соредактор учебника The Early Modern Period (1998; 2-е изд. 2002; 3-е изд. 2006; 4-е изд. 2009).